# Fleuriel
Fleuriel é uma comuna francesa na região administrativa de Auvérnia-Ródano-Alpes, no departamento Allier. Estende-se por uma área de 27,5 km². Em 2010 a comuna tinha 345 habitantes (densidade: 12,5 hab./km²).